# Pseudocorythalia
Pseudocorythalia Caporiacco, 1938 è un genere di ragni appartenente alla famiglia Salticidae.

## Etimologia
Il nome deriva dal prefisso greco ψεῦδο-, psèudo-, dal significato di falso, ambiguo e dal genere Corythalia, con cui può essere confuso per varie somiglianze.

## Distribuzione

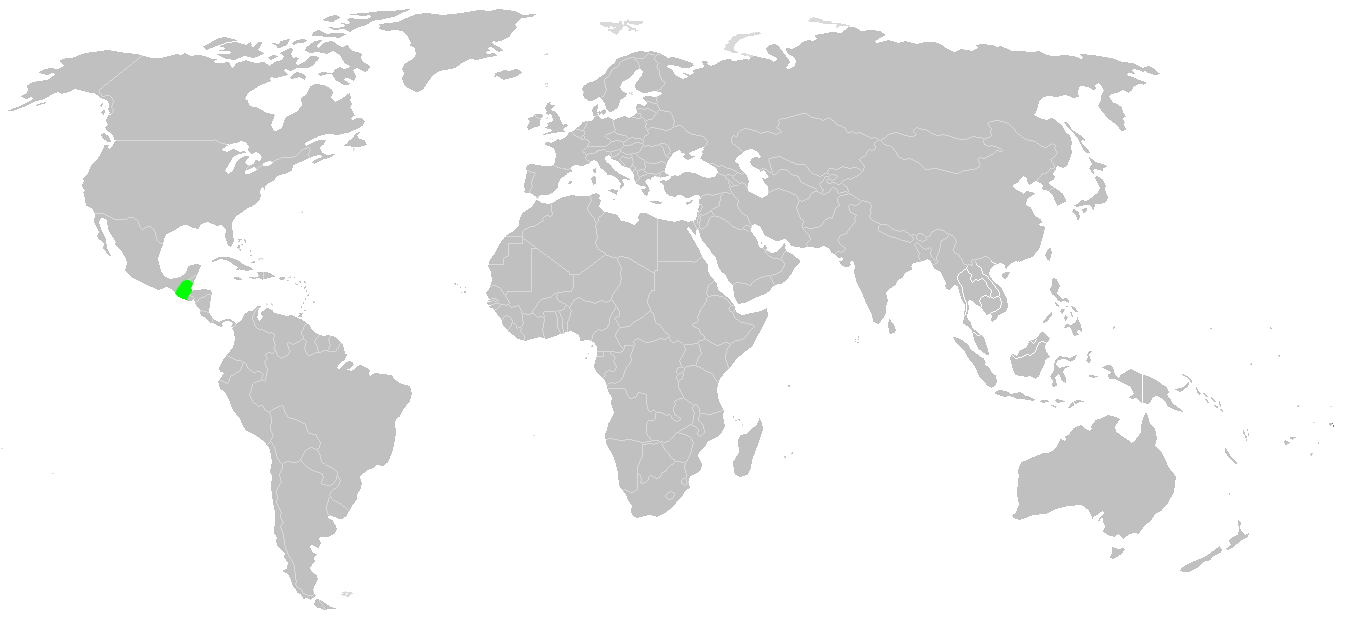
Areale del genere Pseudocorythalia

L'unica specie oggi nota di questo genere è endemica del Guatemala.

## Tassonomia
A dicembre 2010, si compone di una specie:
- Pseudocorythalia subinermis Caporiacco, 1938[2] — Guatemala